# Gaspard Gobaut

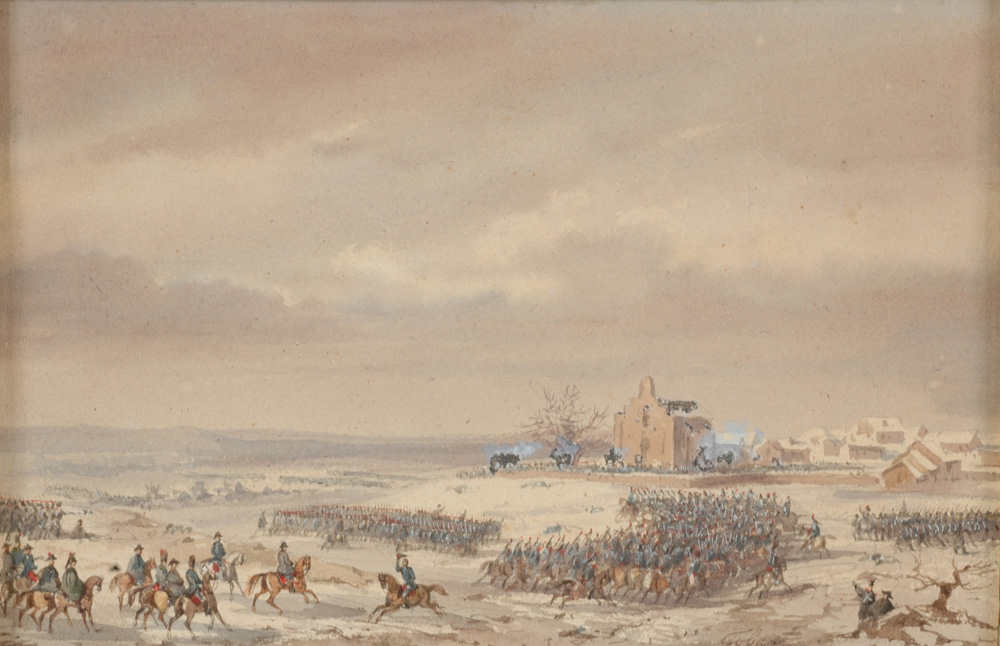
Bitwa pod pruską Iławą 1850

Gaspard Gobaut (ur. 24 grudnia 1814 w Paryżu zm. 30 sierpnia 1882 tamże) – francuski malarz.
Artysta był uczniem Fort Siméona (1793-1861) i Theodora Junga (1803-1865). W Paryżu pełnił służbę wojskową w centralnej administracji Ministerstwa Obrony. W 1836 został zaangażowany jako asystent projektanta (zajmował się szkicami, rysunkami, grafiką). W niedługim czasie zrobił szybką karierę uzyskując tytuł projektanta pierwszej klasy.
W uznaniu zasług w 1871 odznaczony Legią Honorową.
Gobaut w swoim malarstwie poruszał głównie tematykę orientu i batalistyki, bardzo popularnych w XIX wieku we Francji. Malował sugestywne, pełne liryzmu i fascynacji pejzaże Algierii oraz Maroka. Artysta używał pięknych palet ochry, odcieni brązu, mitologizował pustynię. W latach 1840–1878 wystawiał niewiele swoich prac, tworzył głównie na zamówienie bogatych marszandów.

Obecnie jego prace znajdują się w Pałacu wersalskim a także w Chantilly w arystokratycznej kolekcji Duc d'Aumale.